# Xoanodera profunda
Xoanodera profunda es una especie de escarabajo longicornio del género Xoanodera, tribu Cerambycini, subfamilia Cerambycinae. Fue descrita científicamente por Holzschuh en 1999.

## Descripción
Mide 16,8 milímetros de longitud.

## Distribución
Se distribuye por Malasia.